# Selenops banksi
Selenops banksi är en spindelart som beskrevs av Muma 1953. Selenops banksi ingår i släktet Selenops och familjen Selenopidae.
Artens utbredningsområde är Panama. Inga underarter finns listade i Catalogue of Life.